# Grand Prix Formule 1 van Groot-Brittannië 1963
De Grand Prix Formule 1 van Groot-Brittannië 1963 werd gehouden op 20 juli op het circuit van Silverstone. Het was de vijfde race van het seizoen.

## Uitslag
| Pos. | Nr. | Coureur                 | Constructeur   | Rondes | Tijd / Oorzaak uitval | Grid | Punten |
| ---- | --- | ----------------------- | -------------- | ------ | --------------------- | ---- | ------ |
| 1    | 4   | Jim Clark               | Lotus-Climax   | 82     | 2:14:09.6             | 1    | 9      |
| 2    | 10  | John Surtees            | Ferrari        | 82     | + 25.8                | 5    | 6      |
| 3    | 1   | Graham Hill             | BRM            | 82     | + 37.6                | 3    | 4      |
| 4    | 2   | Richie Ginther          | BRM            | 81     | + 1 Ronde             | 9    | 3      |
| 5    | 3   | Lorenzo Bandini         | BRM            | 81     | + 1 Ronde             | 8    | 2      |
| 6    | 12  | Jim Hall                | Lotus-BRM      | 80     | + 2 Rondes            | 13   | 1      |
| 7    | 19  | Chris Amon              | Lola-Climax    | 80     | + 2 Rondes            | 14   |        |
| 8    | 20  | Mike Hailwood           | Lotus-Climax   | 78     | + 4 Rondes            | 17   |        |
| 9    | 7   | Tony Maggs              | Cooper-Climax  | 78     | + 4 Rondes            | 7    |        |
| 10   | 23  | Carel Godin de Beaufort | Porsche        | 76     | + 6 Rondes            | 21   |        |
| 11   | 21  | Masten Gregory          | Lotus-BRM      | 75     | + 7 Rondes            | 22   |        |
| 12   | 22  | Bob Anderson            | Lola-Climax    | 75     | + 7 Rondes            | 16   |        |
| 13   | 24  | John Campbell-Jones     | Lola-Climax    | 74     | + 8 Rondes            | 23   |        |
| NF   | 25  | Jo Siffert              | Lotus-BRM      | 66     | Versnellingsbak       | 15   |        |
| NF   | 14  | Jo Bonnier              | Cooper-Climax  | 65     | Oliedruk              | 12   |        |
| NF   | 9   | Dan Gurney              | Brabham-Climax | 59     | Motor                 | 2    |        |
| NF   | 26  | Ian Raby                | Gilby-BRM      | 59     | Versnellingsbak       | 19   |        |
| NF   | 16  | Ian Burgess             | Scirocco-BRM   | 36     | Ontsteking            | 20   |        |
| NF   | 8   | Jack Brabham            | Brabham-Climax | 27     | Motor                 | 4    |        |
| NF   | 11  | Innes Ireland           | BRP-BRM        | 26     | Ontsteking            | 11   |        |
| NF   | 5   | Trevor Taylor           | Lotus-Climax   | 23     | Benzinepomp           | 10   |        |
| NF   | 15  | Tony Settember          | Scirocco-BRM   | 20     | Ontsteking            | 18   |        |
| NF   | 6   | Bruce McLaren           | Cooper-Climax  | 6      | Motor                 | 6    |        |
| DNP  | 27  | Nasif Estefano          | de Tomaso      |        |                       |      |        |
| WD   | 17  | Giancarlo Baghetti      | ATS            |        | Wagen niet klaar      |      |        |
| WD   | 18  | Phil Hill               | ATS            |        | Wagen niet klaar      |      |        |

## Statistieken
| Pole-position | Jim Clark    | Lotus-Climax | 1:34.4 |
| Snelste ronde | John Surtees | Ferrari      | 1:36.0 |

## Noot
- Dit was het debuut van de Britse coureurs Bob Anderson, Mike Hailwood en Ian Raby.
- Dit was de honderdste Grand Prix-start voor een Britse coureur.
- Tiende pole position en tiende podiumplaats voor Jim Clark, vijfde podiumplaats voor John Surtees, en tiende podiumplaats voor Graham Hill

1926 · 1927 · 1948 · 1949 · 1950 · 1951 · 1952 · 1953 · 1954 · 1955 · 1956 · 1957 · 1958 · 1959 · 1960 · 1961 · 1962 · 1963 · 1964 · 1965 · 1966 · 1967 · 1968 · 1969 · 1970 · 1971 · 1972 · 1973 · 1974 · 1975 · 1976 · 1977 · 1978 · 1979 · 1980 · 1981 · 1982 · 1983 · 1984 · 1985 · 1986 · 1987 · 1988 · 1989 · 1990 · 1991 · 1992 · 1993 · 1994 · 1995 · 1996 · 1997 · 1998 · 1999 · 2000 · 2001 · 2002 · 2003 · 2004 · 2005 · 2006 · 2007 · 2008 · 2009 · 2010 · 2011 · 2012 · 2013 · 2014 · 2015 · 2016 · 2017 · 2018 · 2019 · 2020 · 2021 · 2022 · 2023 · 2024 · 2025 · 2026 · 2027 · 2028 · 2029 · 2030 · 2031 · 2032 · 2033 · 2034